# Kamenné Zboží
Kamenné Zboží je obec v okrese Nymburk ve Středočeském kraji. Leží asi tři kilometry severozápadně od Nymburka. Je součástí Mikroregionu Nymbursko, žije zde 512 obyvatel a její katastrální území má rozlohu 464 hektarů.

## Historie

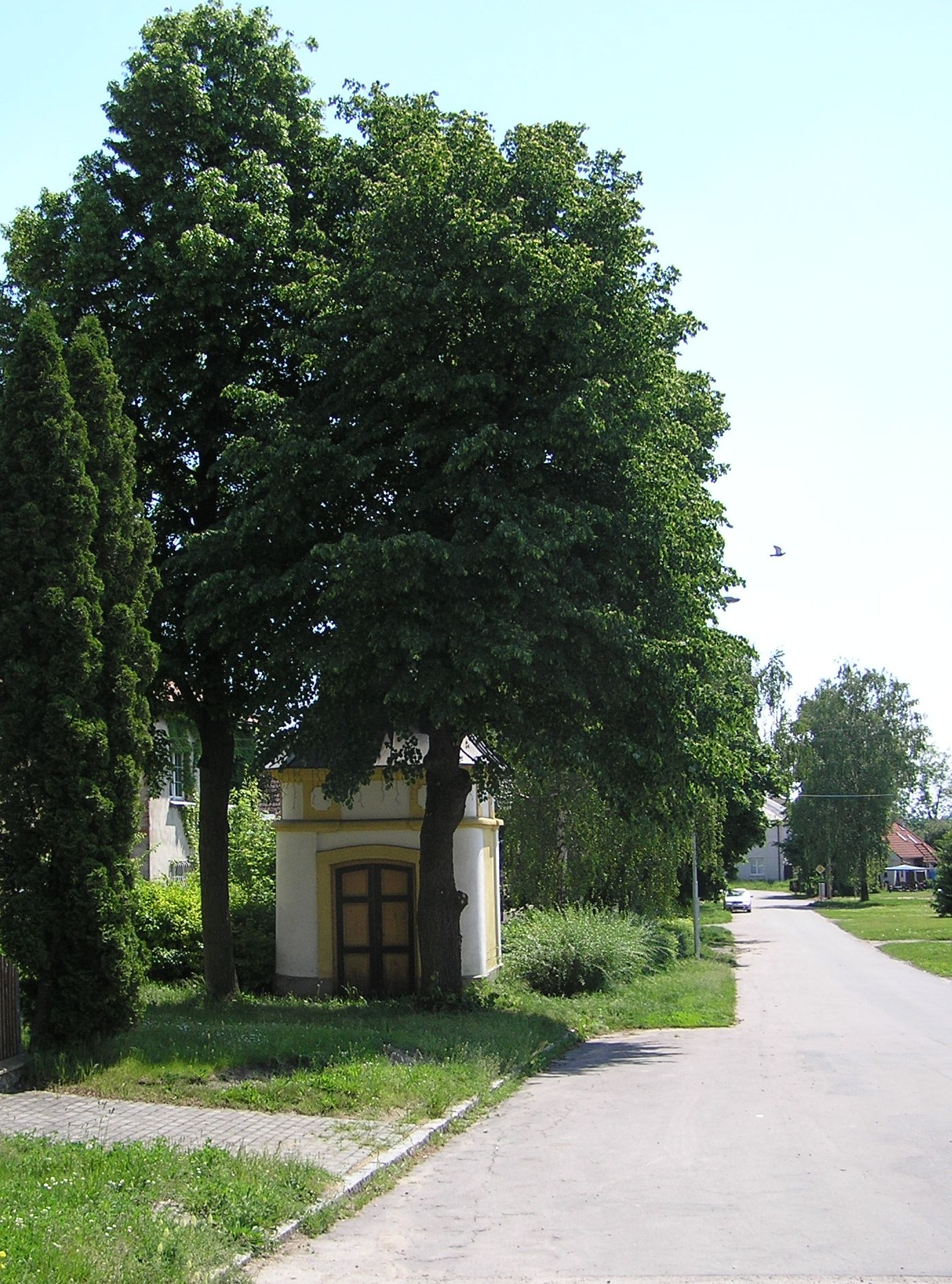
Kaple svatého Petra a Pavla přímo na 15. poledníku

První písemná zmínka o obci pochází z roku 1495, kdy Vladislav Jagellonský přenechal hrad Kostomlaty (Mydlovar) a vesnice náležející ke hradu – Kostomlaty, Kostomlátky, Lány, Hronětice, Šibice, Drahelice, Stratov, Kostomlátky a Zboží (Kamenné) nejvyššímu kancléři království, panu Janovi ze Šelmberka. Po potlačení protihabsburského povstání v roce 1547 bylo celé panství zkonfiskováno a připojeno ke královskému panství lyskému. Po skončení třicetileté války získává panství hrabě František Antonín Špork. Za panování hraběte Šporka byl v jihovýchodní části obce vybudován velký panský dvůr (velkostatek).

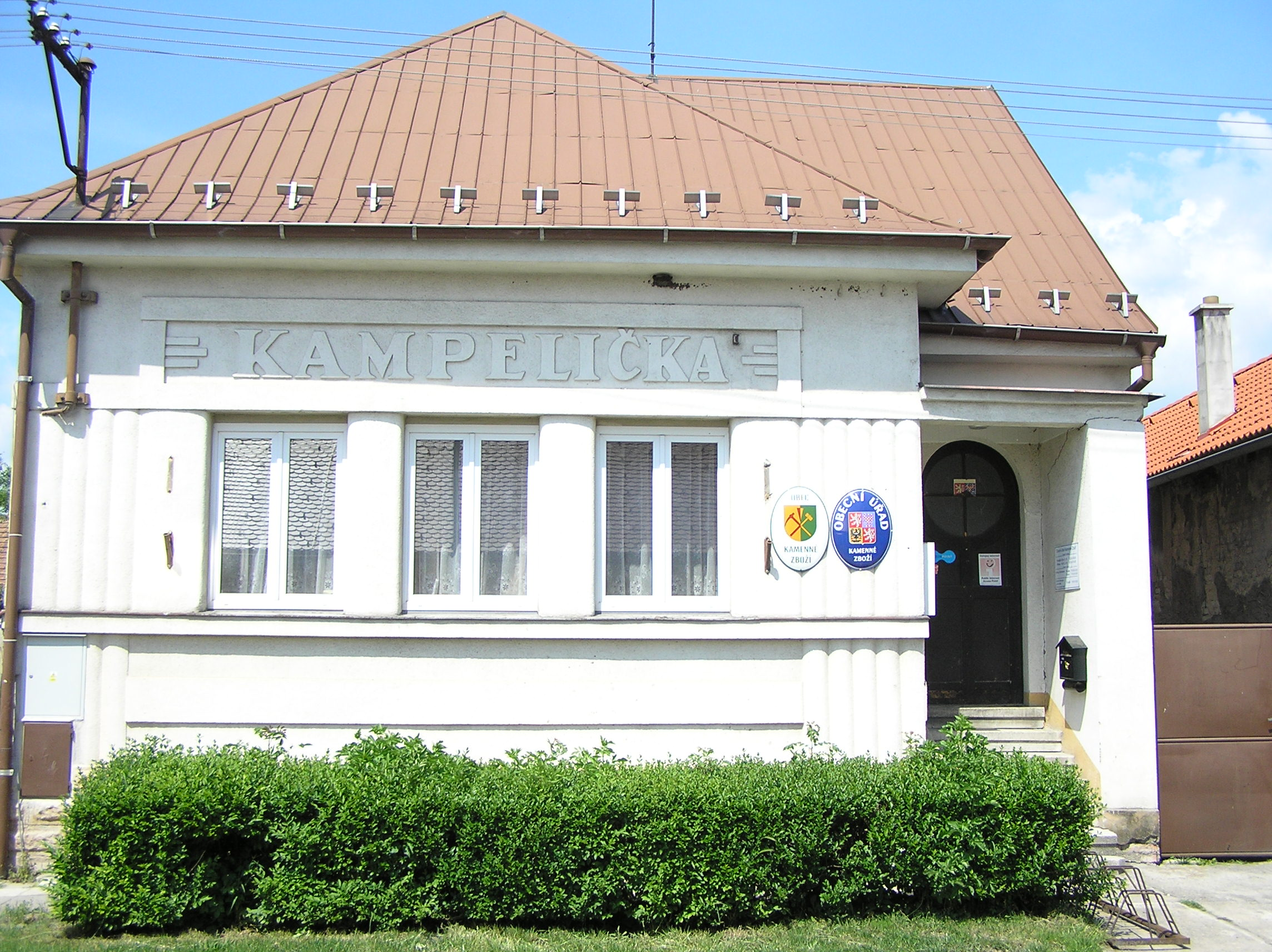
Kamenné Zboží - Obecní úřad

V průběhu 16. století získala obec od vrchnosti emfyteutické právo na těžbu opuky. Patrně z té doby pochází přívlastek Kamenné. (Při II. vojenském mapování byla obec označena Stein Zboží, za okupace v letech 1939–1945 měla také německý název Steinhof.)
Ve vsi Kamenné Zboží (740 obyvatel) byly v roce 1932 evidovány tyto živnosti a obchody: holič, 3 hostince, 2 koláři, 2 kováři, 3 krejčí, obuvník, pekař, řezník, sedlář, 3 obchody se smíšeným zbožím, spořitelní a záložní spolek v Kamenném Zboží, 2 trafiky, 2 truhláři, velkostatek.

## Obyvatelstvo
| Rok            | 1869 | 1880 | 1890 | 1900 | 1910 | 1921 | 1930 | 1950 | 1961 | 1970 | 1980 | 1991 | 2001 | 2011 | 2021 |
| -------------- | ---- | ---- | ---- | ---- | ---- | ---- | ---- | ---- | ---- | ---- | ---- | ---- | ---- | ---- | ---- |
| Počet obyvatel | 309  | 420  | 484  | 610  | 695  | 679  | 768  | 664  | 608  | 576  | 575  | 498  | 507  | 546  | 525  |
| Počet domů     | 49   | 63   | 63   | 82   | 112  | 121  | 178  | 191  | 188  | 184  | 179  | 193  | 203  | 204  | 204  |

## Obecní správa

### Územněsprávní začlenění
Dějiny územněsprávního začleňování zahrnují období od roku 1850 do současnosti. V chronologickém přehledu je uvedena územně administrativní příslušnost obce v roce, kdy ke změně došlo:
- 1850 země česká, kraj Jičín, politický i soudní okres Nymburk[7]
- 1855 země česká, kraj Mladá Boleslav, soudní okres Nymburk
- 1868 země česká, politický okres Poděbrady, soudní okres Nymburk
- 1936 země česká, politický i soudní okres Nymburk[8]
- 1939 země česká, Oberlandrat Kolín, politický i soudní okres Nymburk[9]
- 1942 země česká, Oberlandrat Hradec Králové, politický i soudní okres Nymburk[10]
- 1945 země česká, správní i soudní okres Nymburk[11]
- 1949 Pražský kraj, okres Nymburk[12]
- 1960 Středočeský kraj, okres Nymburk
- 2003 Středočeský kraj, okres Nymburk, obec s rozšířenou působností Nymburk

### Obecní symboly
Znak a vlajka byly obci uděleny rozhodnutím předsedy Poslanecké sněmovny Parlamentu České republiky dne 20. ledna 2005.

## Doprava
Dopravní síť
- Pozemní komunikace – Do obce vede silnice III. třídy. Ve vzdálenosti tři kilometry vede Nymburkem silnice I/38 Kolín - Nymburk - Mladá Boleslav.

- Železnice – Obec Kamenné Zboží leží na železniční trati 231 Praha - Lysá nad Labem - Nymburk - Kolín. Je to dvoukolejná elektrizovaná celostátní trať, doprava byla v úseku Lysá nad Labem - Nymburk zahájena roku 1873.

Veřejná doprava 2011
- Autobusová doprava – V obci měla konečnou zastávku příměstská autobusová linka Nymburk – Kamenné Zboží (v pracovních dnech 2 spoje) (dopravce Okresní autobusová doprava Kolín).

- Železniční doprava – Po trati 231 vede linka S2 (Praha – Nymburk – Kolín) v rámci pražského systému Esko. V železniční zastávce Kamenné Zboží v pracovních dnech zastavovalo 27 párů osobních vlaků, o víkendech 21 párů osobních vlaků. Rychlíky zde projížděly.

## Pamětihodnosti a zvláštnosti

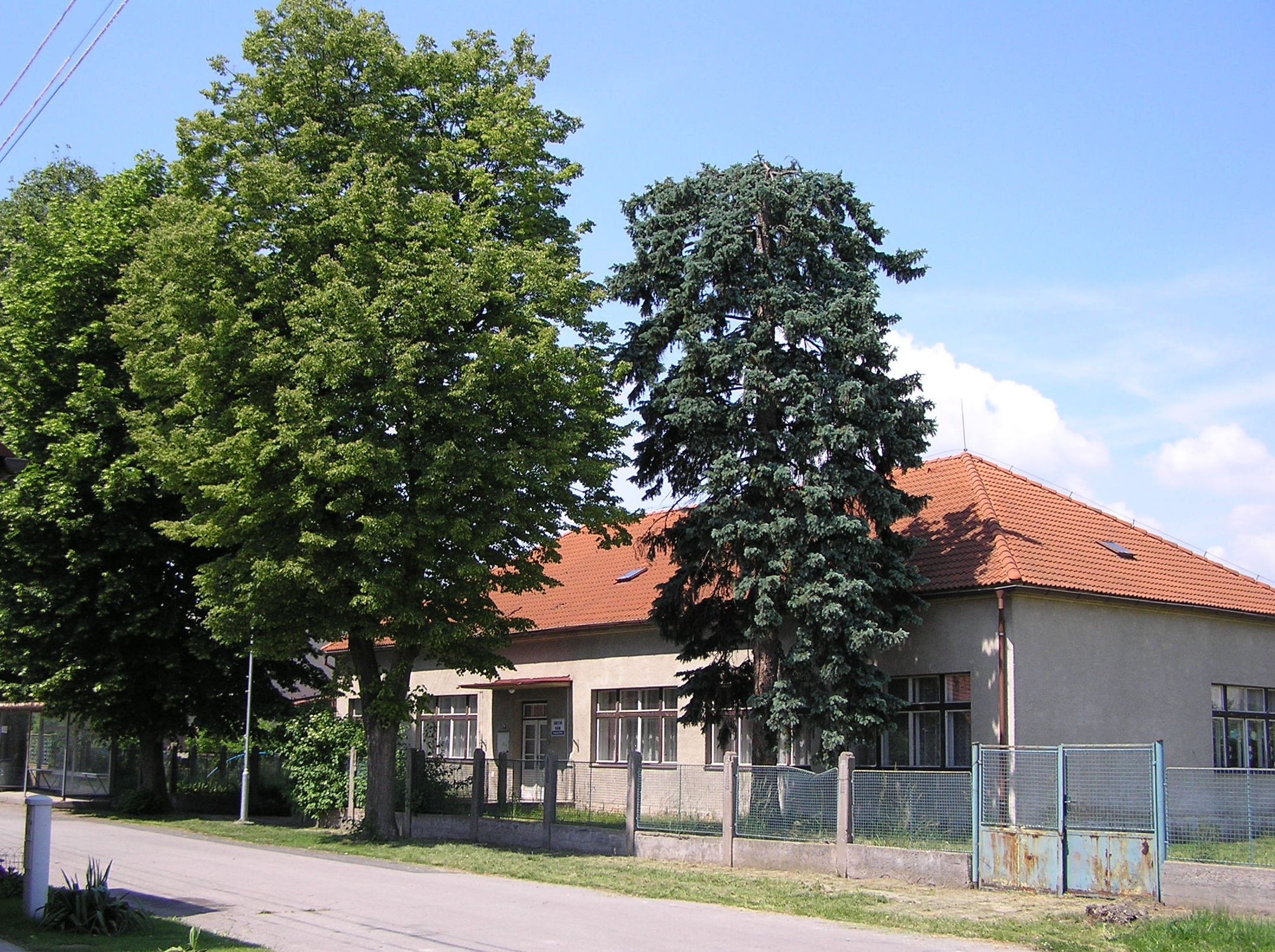
Bývalá škola, dnes Obecní dům

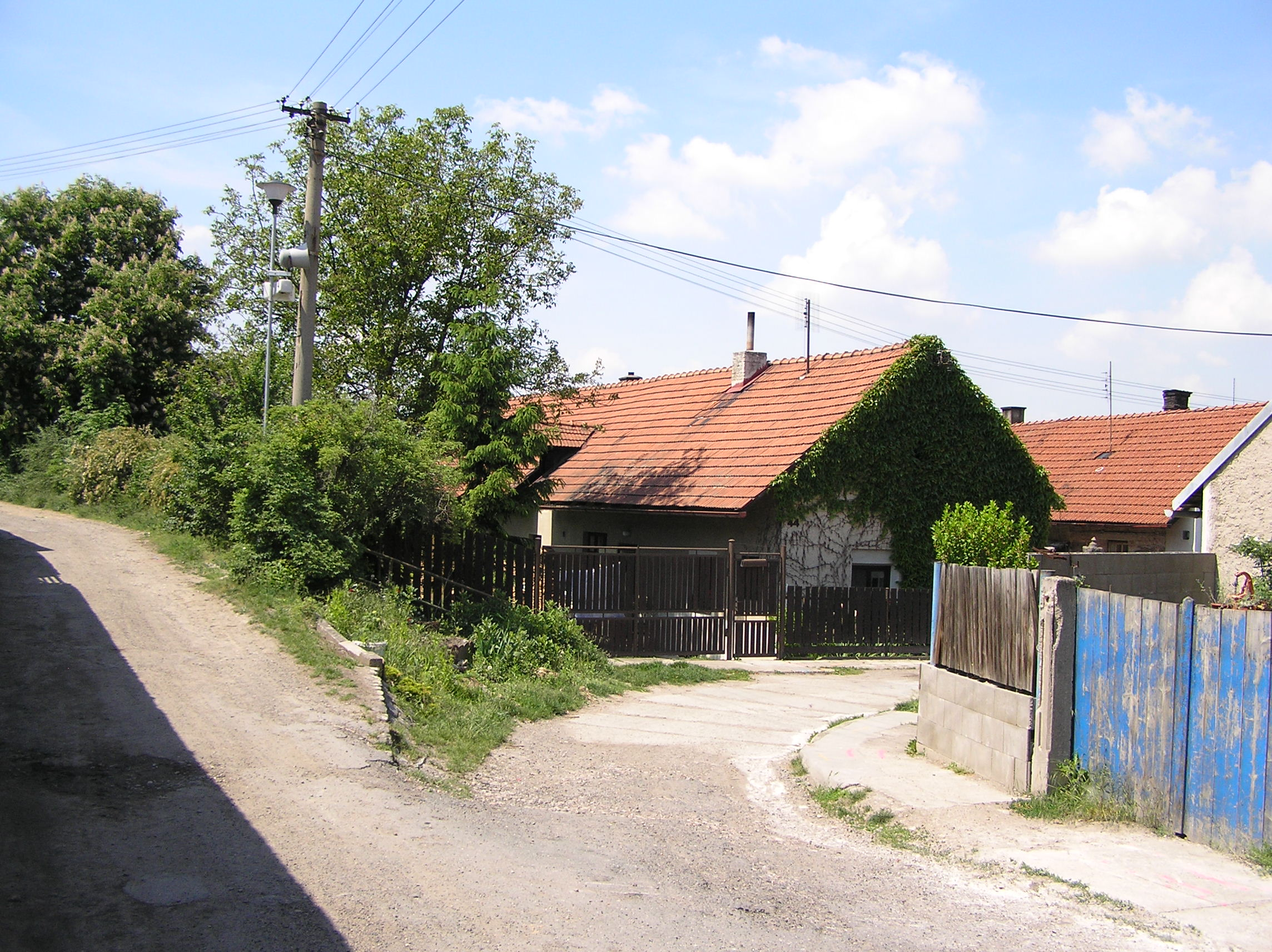
Vjezd do části obce, vystavěné v bývalém opukovém lomu

### 15. poledník
Obec dělí na dvě části po celé délce 15. poledník východní délky. Přímo na poledníku je postavena kaple.

### Kaple svatého Petra a Pavla
Původně barokní kaple zasvěcená svatému Petrovi a Pavlovi stojí na návsi již od 18. století, stavebně byla upravena na sklonku 19. století. Kaple je zděná, čtvercového půdorysu a kryta střechou stanového typu s věžovitou zvonicí.

### Obecní dům
Obecní dům je umístěn v budově bývalé školy. Dvoutřídní škola byla v Kamenném Zboží zřízena v roce 1894 a její činnost trvala do roku 1977.

### Bývalé opukové lomy
Bývalé opukové lomy jsou v západní části obce. Dnes jsou zastavěny a stojí v nich 30 domů.
Na samém jižním kraji obce je rybník, rozdělený na tři části.